# Federico Giunti
Federico Giunti (Perugia, 1971. augusztus 6. –) olasz labdarúgó-középpályás, edző.

## Pályafutása

### Klubcsapatokban
1987–1991 között a Città di Castello csapatában kezdte a labdarúgást. 1991–1997 között a Perugia, 1997–1999 között a Parma, 1999–2001 között az AC Milan labdarúgója volt. 2001–2004 között a Brescia csapatában szerepelt. Közben, 2003–04-ben kölcsönben a török Beşiktaş játékosa volt. 2004–05-ben a Bologna, 2005–2007 között a Chievo, 2008-ban a Treviso labdarúgója volt.

### A válogatottban
1996-ban egy alkalommal szerepelt az olasz válogatottban.